# Berenice I
Berenice I (grec antic: Βερενίκη; llatí: Berenice) fou reina d'Egipte.
Era filla de Lagos i d'Antígona, la neboda d'Antípater. Es va casar primer amb un macedoni de nom Filip i després amb son germanastre Ptolemeu I Soter, fill de Lagos i d'Arsinoe que es va enamorar d'ella quan estava esperant l'arribada de la seva promesa Eurídice, filla d'Antípater, i més tard s'hi va casar.
Berenice va influir per la successió a favor del seu fill Ptolemeu II Filadelf, eliminant als fills d'Eurídice, tot i el consell en contra de Demetri de Falèron. Quan Pirros de l'Epir va ser a Egipte, va rebre en matrimoni a Antígona, la filla de Berenice amb el seu primer marit Filip. Pirros va fundar a Epir una ciutat que es va dir Berenicis, en honor seu, segons Plutarc. Amb el seu primer marit també va tenir a Magas, que va ser rei de Cirene. Dos ports de la costa de la Mar Roja portaven el seu nom, un d'ells, es coneixia per Berenice Troglodytica. Va morir després que el seu marit, a una data desconeguda posterior al 284 aC. El seu fill, quan ja era rei, va dirigir la cerimònia d'enterrament i li va instituir honors divins. Teòcrit de Siracusa alaba la seva bellesa, la seva virtut i la seva divinització. Cal·límac de Cirene li va dedicar un epigrama recollit a l'Antologia grega.